# Giorgio Macerata
Giorgio Macerata (Velence, 1913. május 12. – ?, ?) világbajnok olasz tőrvívó.